# Beatmungsmaske

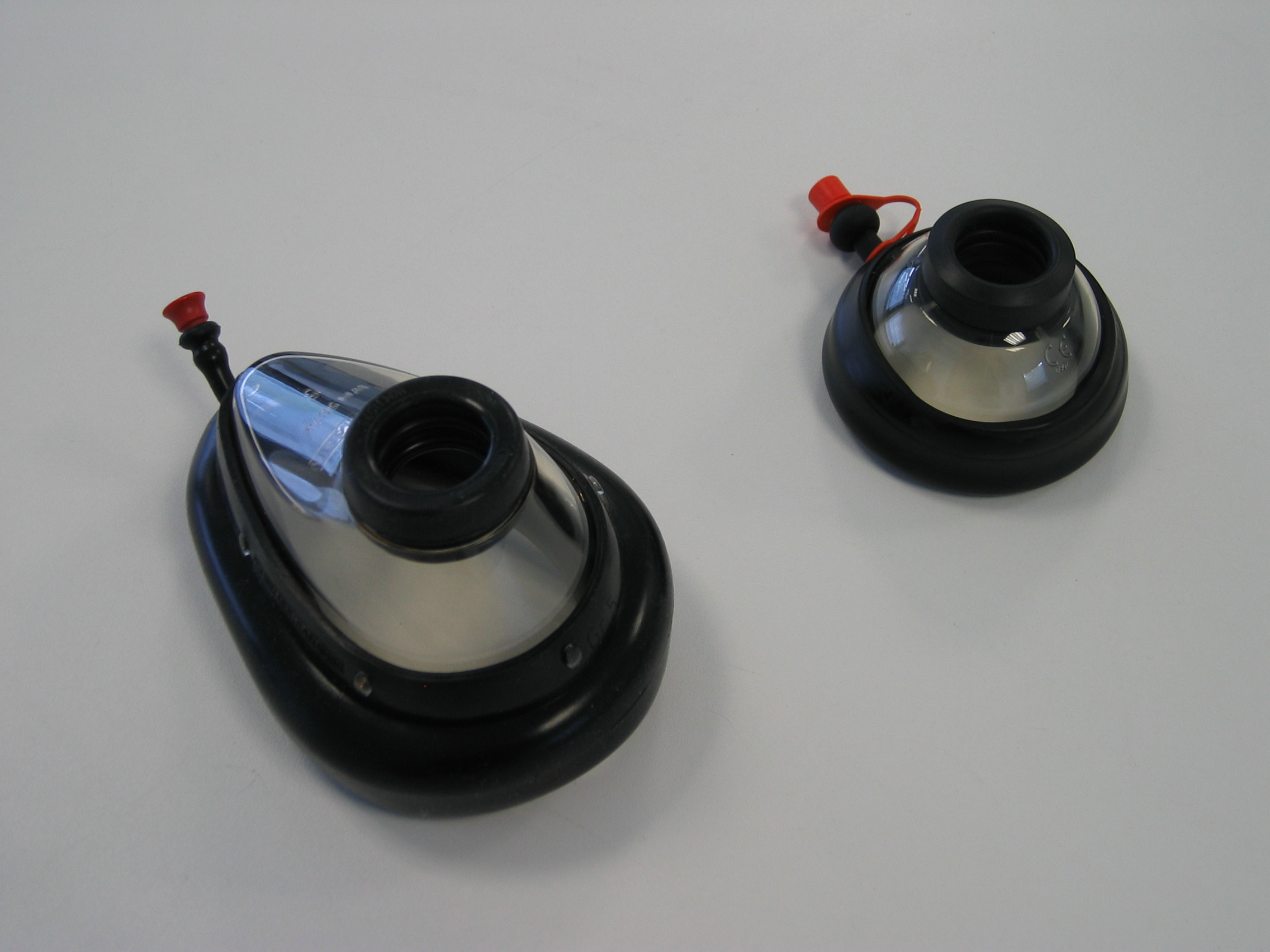
Erwachsenen- und Säuglings-Beatmungsmaske mit aufblasbarem Wulst (Dräger)

Die Beatmungsmaske dient in der Anästhesie, Notfallmedizin und Intensivmedizin dazu, einen Patienten zu beatmen oder seine Eigenatmung zu unterstützen. Die Maske ist dabei das letzte verbindende Stück vom Beatmungsgerät, Kreisteil oder Beatmungsbeutel zum Patienten. Damit die aus Gummi oder Kunststoff hergestellte Maske auf dem Gesicht der unterschiedlichen Patienten luftdicht abschließt, hat sie meist einen elastischen Rand. Es gibt sie in verschiedenen Größen und Formen, hergestellt etwa von den Unternehmen Dräger und Laerdal. Für die Anwendung bei Kleinkindern existieren besondere Ausführungen ohne elastischen Wulst und minimiertem Totraum (Rendell-Baker-Maske mit geradem, weichem Maskenrand und rundumlaufender Lippe).
Die Maskenbeatmung ist indiziert, wenn die Beatmung nur von kurzer Dauer ist, z. B. bei sehr kurzen Narkosen, sowie zur Überbrückung der Zeit bis zur endotrachealen Intubation. Die Atemwege des bewusstlosen Patienten werden entweder durch Manipulation des Unterkiefers oder durch Anwendung von nasopharyngealen oder oropharyngealen Tuben offengehalten. Diese garantieren einen Luftstrom durch Nase bzw. Mund zum Pharynx. Zur Vermeidung einer Magenüberblähung darf bei der Maskenbeatmung der durch die Beatmung ausgeübte Druck nicht zu hoch sein.

## Anwendung

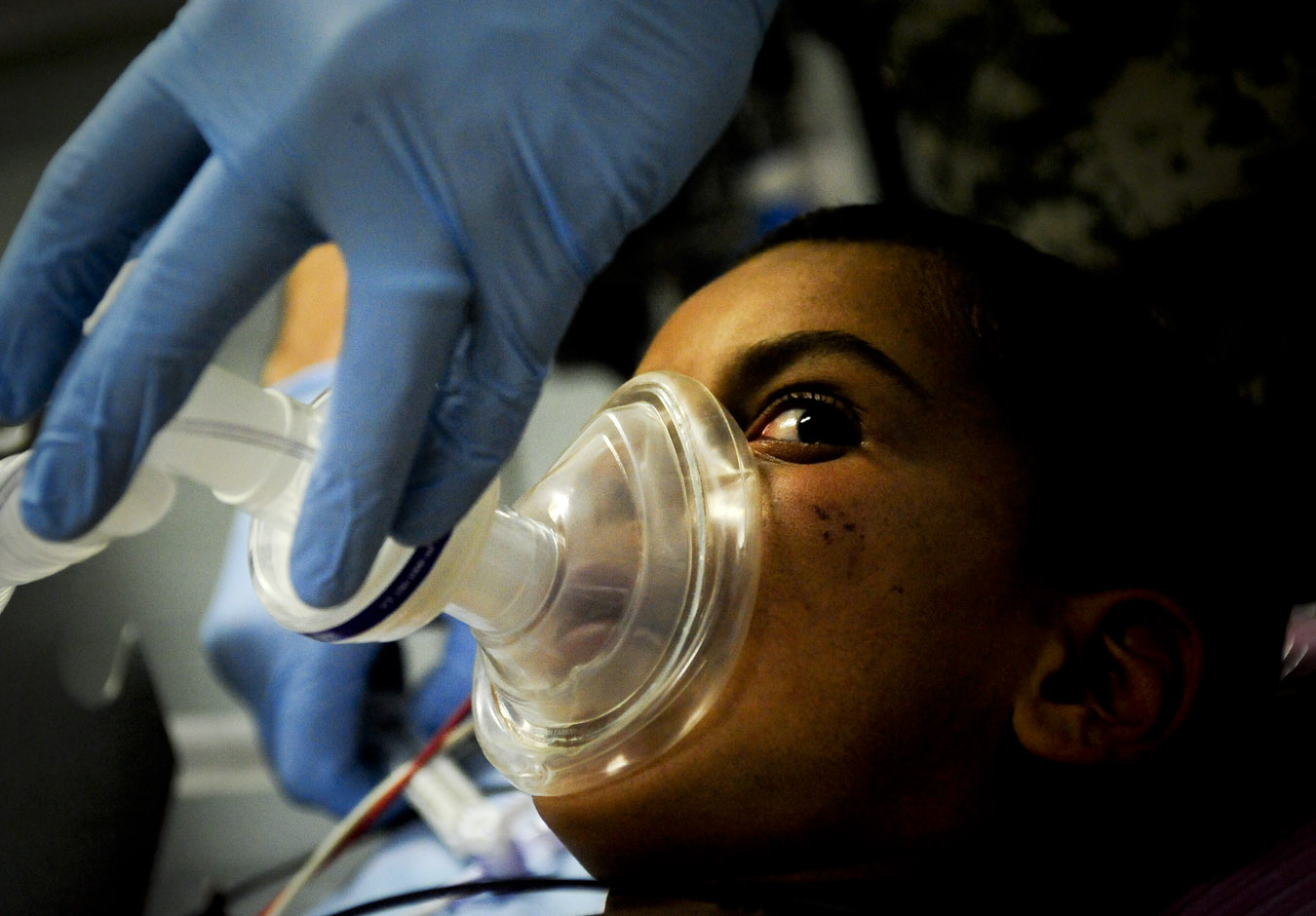
Präoxygenierung bei Spontanatmung vor einer Narkoseeinleitung

Die meist dreiecks- oder herzförmige Maske muss mit einem gewissen Druck auf das Gesicht des Patienten gepresst werden, damit sie mit der Haut dicht abschließt und keine Luft entweichen kann. Außerdem muss der Kopf des Patienten gleichzeitig überstreckt werden, weil sonst die zurückfallende Zunge die Atemwege verschließt.
Beatmungsmasken werden darüber hinaus auch bei wachen Patienten zur nicht-invasiven Beatmung (NIV) benutzt. Ziel der nicht-invasiven Beatmung ist ein Minimum an Unwohlsein des Patienten sowie an beatmungsinduzierten Komplikationen. Die NIV kommt oft bei kardialen oder pulmonalen Erkrankungen zum Einsatz.

## Modifikationen
Die Larynxmaske (LMA) ist eine modifizierte Beatmungsmaske, die in den Rachen eingeführt wird. Sie dient zum Offenhalten der Atemwege in der Anästhesie während einer Narkose sowie als Hilfsmittel bei der erschwerten Atemwegssicherung.